# Akdala, Xinjiang
Akdala (kinesiska: 阿克达拉) är en köping i Kina. Den ligger i den autonoma regionen Xinjiang, i den nordvästra delen av landet, omkring 510 kilometer väster om regionhuvudstaden Ürümqi. Antalet invånare är 9 055. Befolkningen består av 4 189 kvinnor och 4 866 män. Barn under 15 år utgör 22,0 %, vuxna 15-64 år 73 %, och äldre över 65 år 4,0 %.
Runt Akdala är det glesbefolkat, med 15 invånare per kvadratkilometer. Trakten runt Akdala består till största delen av jordbruksmark.
Genomsnittlig årsnederbörd är 486 millimeter. Den regnigaste månaden är juni, med i genomsnitt 76 mm nederbörd, och den torraste är mars, med 16 mm nederbörd.